# Egerbakta, Heves
Egerbakta  este un sat în districtul Eger, județul Heves, Ungaria, având o populație de 1.477 de locuitori (2011). 

## Demografie
Componența etnică a satului Egerbakta
     Maghiari (81,28%)
     Romi (18,38%)
     Necunoscut (0,35%)
     Alții (0,35%)
Componența confesională a satului Egerbakta
     Fără religie (3,25%)
     Reformați (2,03%)
     Necunoscută (94,52%)
     Luterani (0,2%)
     Alte religii (0,54%)
Conform recensământului din 2011, satul Egerbakta avea 1.477 de locuitori. Din punct de vedere etnic, majoritatea locuitorilor (81,28%) erau maghiari, cu o minoritate de romi (18,38%). Apartenența etnică nu este cunoscută în cazul a 0,35% din locuitori. Nu există o religie majoritară, locuitorii fiind persoane fără religie (3,25%) și reformați (2,03%). Pentru 94,52% din locuitori nu este cunoscută apartenența confesională.